# Rubus compactus
Rubus compactus là loài thực vật có hoa trong họ Hoa hồng. Loài này được Benth. miêu tả khoa học đầu tiên năm 1839.